# Oscar Aníbal Salazar Gómez
Oscar Aníbal Salazar Gómez (ur. 21 września 1942 w El Santuario) – kolumbijski duchowny rzymskokatolicki, w latach 1999-2019 biskup La Dorada-Guaduas.